# George de Hevesy
George de Hevesy, ursprungligen Hevesy György, född 1 augusti 1885 i Budapest, död 5 juli 1966 i Freiburg im Breisgau, var en ungersk-svensk kemist som mottog Nobelpriset i kemi 1943. Han utvecklade metoder för att följa ämnesomsättningen i levande organismer med hjälp av radioaktiva isotoper av de grundämnen som förekommer naturligt i organismerna. Därigenom blev han också en av radiokemins grundare.
Tillsammans med Dirk Coster upptäckte han grundämnet hafnium i Köpenhamn 1923. Mellan 1926 och 1934 var han professor vid universitetet i Freiburg. Efter nazisternas maktövertagande flydde han till Köpenhamn, där han arbetade på Institutet för teoretisk fysik under ledning av Niels Bohr. Institutet hade blivit en fristad för fysiker av judisk härkomst, och de tyska fysikerna Max von Laue och James Franck hade deponerat sina Nobelprismedaljer där för att nazisterna inte skulle konfiskera dem. När Tyskland invaderade Danmark 1940 löste de Hevesy upp medaljerna i kungsvatten, vilket gjorde att de undgick upptäckt. Efter kriget fälldes guldet ut och användes för att prägla ersättningsmedaljer. de Hevesy själv flydde till Sverige 1943, och var därefter verksam på Stockholms högskola till 1961.
Han hade 1942 invalts som utländsk ledamot nummer 806 av Kungliga Vetenskapsakademien, och överfördes senare som nummer 965 bland de svenska ledamöterna.

## Eftermäle
Asteroiden 10444 de Hevesy är uppkallad efter honom.